# Србијада
Србијада је уобичајени назив за Годишњи северноамерички турнир Срба у фудбалу. Турнир се одржава сваке године у Северној Америци током викенда празника рада.

## Турнир
Сваке године турнир се одржава у новом граду и има нови клуб домаћина. До 2011. године одржано је 19 узастопних турнира. 2012. 20. турнир одржан је у Патерсону, Њу Џерзи, од 31. августа до 3. септембра. Прва Србијада одржана је 1993. године. Турнир се одржао у Виндзору, Онтарио; а клуб домаћин били су Виндзор Срби.
Током Србијаде одржавају се четири такмичења. Турнири се одржавају у отвореним категоријама, са преко 30 и преко 40 категорија, а најновији додатак је категорија преко 50. Од почетка турнира постоје и отворене и преко 30 категорија, док је 1998. године у програм турнира додато преко 40 категорија.
Овај турнир је веома сличан Карађорђевом купу који се одржава у Аустралији.

## Сврха турнира
- Да се установи традиционалну годишњу спортску манифестацију за све Србе у Северној Америци
- Да се промовише фудбал међу српским спортистима
- Да окупи Србе из различитих српских средина
- Да се унапреди и промовише српско име широм Северне Америке
- Да се финансијски помогне тиму домаћина
- Да се прошири атлетско такмичење на друге дисциплине

## Прошли турнири
| Година | Држава домаћин            | Град домаћин                  | Клуб домаћин            |
| ------ | ------------------------- | ----------------------------- | ----------------------- |
| 1993   | Канада                    | Виндзор, Отарио               | Windsor Serbs           |
| 1994   | Сједињене Америчке Државе | Милвоки, Висконсин            | United Serbians – PABST |
| 1995   | Сједињене Америчке Државе | Кливленд, Охајо               | Karadjordje Cleveland   |
| 1996   | Сједињене Америчке Државе | Чикаго, Илиноис               | United Serbs S.B.H.     |
| 1997   | Сједињене Америчке Државе | Меса, Аризона                 | Arizona Serbs           |
| 1998   | Сједињене Америчке Државе | Хамилтон, Онтарио             | Winona Serbs            |
| 1999   | Сједињене Америчке Државе | Чикаго, Илиноис               | United Serbs S.B.H.     |
| 2000   | Сједињене Америчке Државе | Милвоки, Висконсин            | United Serbians – PABST |
| 2001   | Сједињене Америчке Државе | Патерсон, Њу Џерзи            | White Eagles, Paterson  |
| 2002   | Канада                    | Виндзор, Онтарио              | Windsor Serbs           |
| 2003   | Сједињене Америчке Државе | Кливленд, Охајо               | Karadjordje Cleveland   |
| 2004   | Сједињене Америчке Државе | Милвоки, Висконсин            | United Serbians – PABST |
| 2005   | Канада                    | Најагара Фолс, Онтарио        | Srbija Niagara Falls    |
| 2006   | Сједињене Америчке Државе | Сент Питерсбург, Флорида      | United Serbs            |
| 2007   | Канада                    | Ванкувер, Британска Колумбија | White Eagles            |
| 2008   | Канада                    | Хамилтон, Онтарио             | Hamilton Serbians       |
| 2009   | Сједињене Америчке Државе | Кливленд, Охајо               | Karadjordje Cleveland   |
| 2010   | Сједињене Америчке Државе | Финикс, Аризона               | United Serbs            |
| 2011   | Сједињене Америчке Државе | Чикаго, Илиноис               | F.K. Morava S.B.H.      |
| 2012   | Сједињене Америчке Државе | Патерсон, Њу Џерзи            | White Eagles, Paterson  |
| 2013   | Сједињене Америчке Државе | Акрон, Охајо                  | Gavrilo Princip         |
| 2014   | Сједињене Америчке Државе | Милвоки, Висконсин            | United Serbians         |
| 2015   | Канада                    | Ванкувер, Британска Колумбија | White Eagles            |
| 2016   | Сједињене Америчке Државе | Орландо, Флорида              | FK Pingvini             |
| 2017   | Сједињене Америчке Државе | Чикаго, Илиноис               | United Serbs - S.B.H    |
| 2018   | Сједињене Америчке Државе | Кливленд, Охајо               | Karadjordje             |
| 2019   | Сједињене Америчке Државе | Чикаго, Илиноис               | FK Republika Srpska     |
| 2021   | Сједињене Америчке Државе | Парсипани, Њу Џерзи           | United Serbs East Coast |
| 2022   | Сједињене Америчке Државе | Акрон, Охајо                  | Gavrilo Princip         |
| 2023   | Сједињене Америчке Државе | Чикаго, Илиноис               | F.K Morava              |
| 2024   | Сједињене Америчке Државе | Милвоки, Висконсин            | United Serbians         |